# Атриум
Атриум или Атрий (на латински: atrium) – отворено дворно пространство, разположено в централната част на древноримското жилище (домус).
В съвременната архитектура, атрий е голямо открито пространство (двор) между етажите, който обикновено завършва с остъклен покрив и / или големи прозорци. Неговите основни функции са да сподпомага навлизането на повече светлина и да създава чувство за простор. Разположен често в офис сгради, обикновено се намира непосредствено над основните входни врати.